# Ipeľský Sokolec
Ipeľský Sokolec (in ungherese Ipolyszakállos) è un comune della Slovacchia facente parte del distretto di Levice, nella regione di Nitra.